# Cmentarz wojenny w Uciskowie
Cmentarz wojenny w Uciskowie – cmentarz wojenny z okresu I wojny światowej zlokalizowany na zachód od Uciskowa (powiat buski, województwo świętokrzyskie), w lesie sosnowym, bezpośrednio przy szosie z Nowego Korczyna do Buska-Zdroju. Jest jedną z największych nekropolii żołnierskich związanych z okresem I wojny światowej w regionie.

## Historia

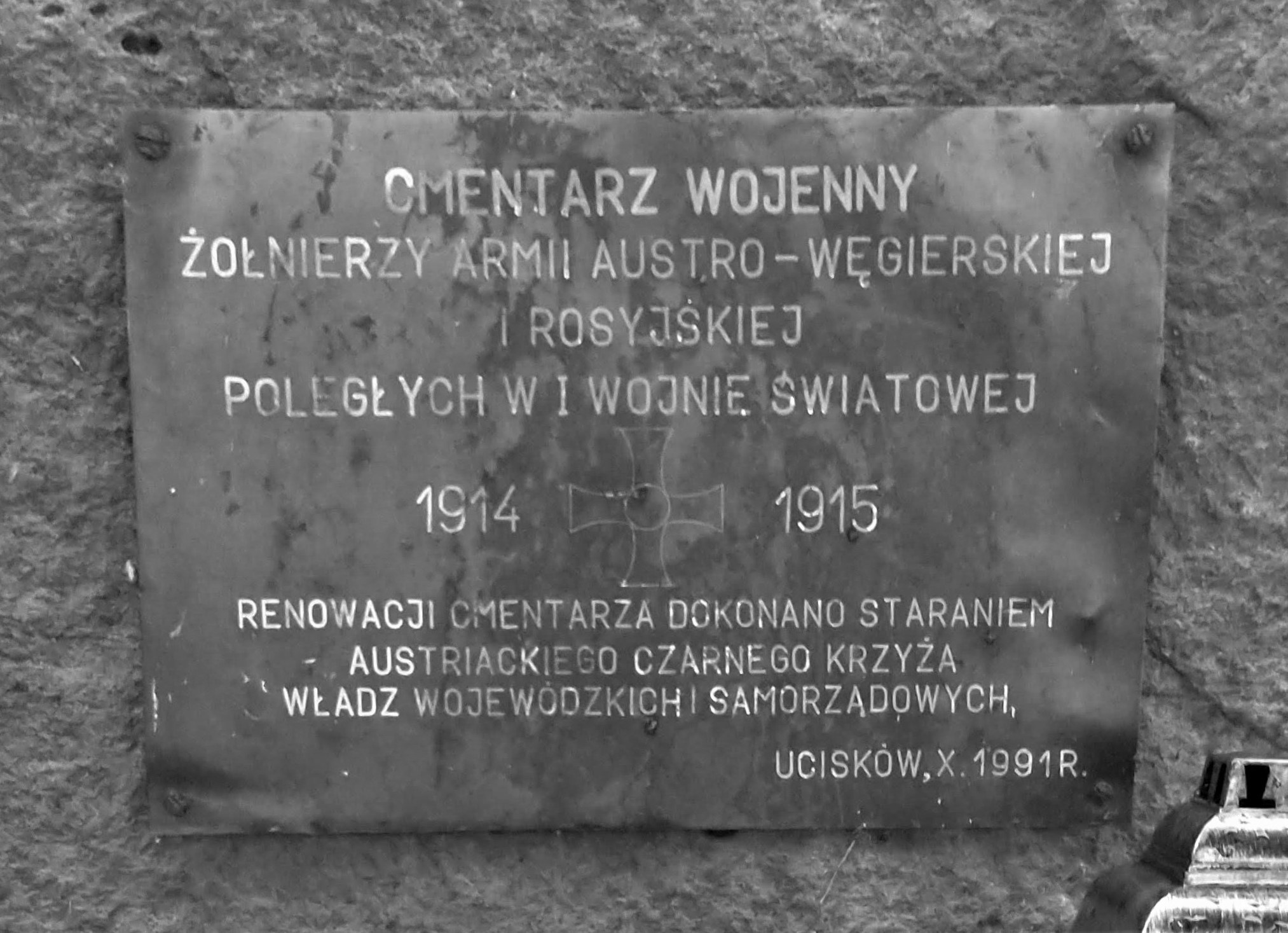
Tablica pamiątkowa z 1991

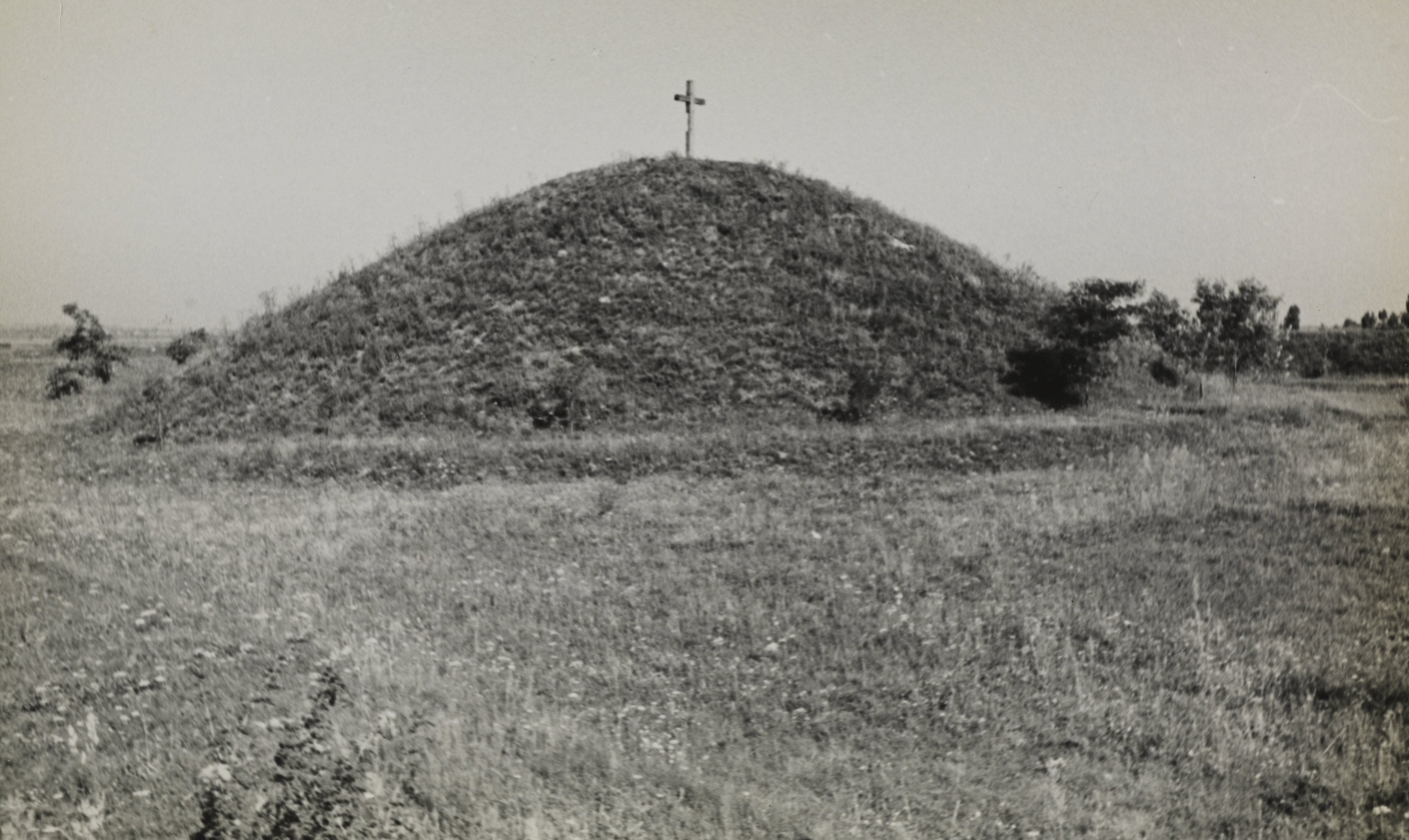
Mogiła w 1915

Założenie na planie prostokąta z zaokrągloną tylną ścianą powstało jeszcze podczas trwania działań bojowych, przy współudziale lokalnej społeczności. Na cmentarzu pochowano 1366 żołnierzy armii rosyjskiej oraz 479 armii austro-węgierskiej. Polegli oni prawdopodobnie jesienią i w grudniu 1914. Żołnierzy ekshumowano wcześniej z różnych pól bitewnych. Cmentarz miał wtedy skromną formę. Pochówki oznaczono krzyżami z drewna. W latach 30. XX wieku nekropolię obsadzono krzewami i drzewami. Po II wojnie światowej pochowano tu dodatkowo żołnierzy Armii Czerwonej, których w latach 50. XX wieku ekshumowano i wywieziono. W 1991 teren poddano renowacji przy udziale pracowników Austriackiego Czarnego Krzyża. 5 listopada 1990 obiekt wpisano do rejestru zabytków pod numerem A.60. W 2012 posadowiono tablicę informacyjną.

## Architektura
Wymiary cmentarza to 73 x 145 metrów (powierzchnia około jednego hektara). Całość otacza półtorametrowy wał ziemny z bramą wejściową od strony drogi. Na osi wejścia, w centrum założenia, znajduje się kopiec ziemny o wysokości około sześciu metrów. Na jego szczycie wbity jest krzyż z rur metalowych z blaszanym orzełkiem i napisem 1918-1939 Poległym za Polskę. Pod kopcem, w trzech kwaterach pochowani zostali oficerowie (miejsca oznaczone krzyżami i tablicami). Za kopcem znajdują się dwie kwatery, prawdopodobnie z polskimi pochówkami żołnierskimi z 1939 (kampania wrześniowa). Wzdłuż wałów, z obu stron położone są dwie kwatery w kształcie litery L. Sięgają one do wejścia na cmentarz. Z tyłu nekropolii (w trzech rzędach) umiejscowiono 22 kwatery. Na poszczególnych mogiłach znajduje się około dwadzieścia krzyży. Część z nich jest prawosławna. Nie zachowały się żadne mogiły oznaczone nazwiskami poległych.